# Skive Provsti
Skive Provsti er et provsti i Viborg Stift.  Provstiet ligger i Skive Kommune.
Skive Provsti består af 13 sogne med 14 kirker, fordelt på 7 pastorater.

## Pastorater
| Pastorater i Skive Provsti      | Pastorater i Skive Provsti  | Pastorater i Skive Provsti      |
| ------------------------------- | --------------------------- | ------------------------------- |
| Egeris-Estvad-Rønbjerg Pastorat | Hem-Hindborg-Dølby Pastorat | Højslev-Dommerby-Lundø Pastorat |
| Resen Pastorat                  | Skive Pastorat              | Stoholm-Kobberup Pastorat       |
| Ørslevkloster-Ørum Pastorat     |                             |                                 |

## Sogne
| Sogne i Skive Provsti | Sogne i Skive Provsti | Sogne i Skive Provsti |
| --------------------- | --------------------- | --------------------- |
| Dommerby Sogn         | Dølby Sogn            | Egeris Sogn           |
| Estvad-Rønbjerg Sogn  | Hem Sogn              | Hindborg Sogn         |
| Højslev Sogn          | Kobberup Sogn         | Lundø Sogn            |
| Resen Sogn            | Skive Sogn            | Ørslevkloster Sogn    |
| Ørum Sogn             |                       |                       |